# Clinopodes karamani
Clinopodes karamani är en mångfotingart som först beskrevs av Karl Wilhelm Verhoeff 1943.  Clinopodes karamani ingår i släktet Clinopodes och familjen storjordkrypare.
Artens utbredningsområde är Kroatien. Inga underarter finns listade i Catalogue of Life.